# Los Angeles Film Critics Association Awards 2001
27. ročník předávání cen asociace Los Angeles Film Critics Association se konal dne 15. prosince 2001 a udílel ocenění pro nejlepší filmařské počiny roku 2001.

## Vítězové

### Nejlepší film
1. V ložnici
2. Mullholland Drive

### Nejlepší režisér
1. David Lynch – Mullholland Drive
2. Robert Altman – Gosford Park

### Nejlepší scénář
1. Christopher Nolan – Memento
2. Daniel Clowes a Terry Zwigoff – Přízračný svět

### Nejlepší herec v hlavní roli
1. Denzel Washington – Training Day
2. Tom Wilkinson – V ložnici

### Nejlepší herečka v hlavní roli
1. Sissy Spacek – V ložnici
2. Naomi Watts – Mullholland Drive

### Nejlepší herec ve vedlejší roli
1. Jim Broadbent – Iris
2. Ben Kingsley – Sexy bestie

### Nejlepší herečka ve vedlejší roli
1. Kate Winslet – Iris
2. Helen Mirren – Gosford Park

### Nejlepší dokument
1. Všichni možní sběrači a já – Agnés Varda
2. Startup.com

### Nejlepší cizojazyčný film
1. Země nikoho – Danis Tanović
2. Stvoření pro lásku – Kar-wai Wong

### Nejlepší animovaný film
1. Shrek
2. Příšerky s.r.o.

### Nejlepší kamera
1. Roger Deakins – Muž, který nebyl
2. Ping Bin Lee a Christopher Doyle – Stvoření pro lásku

### Nejlepší výprava
1. Moulin Rouge!
2. Pán prstenů: Společenstvo Prstenu

### Nejlepší skladatel
1. Howard Shore – Pán prstenů: Společenstvo Prstenu
2. Stephen Trask – Hedwig a Angry Rich

### Ocenění Douglase Edwardse - Nejlepší video/nezávislý film
1. Trent Harris – The Beaver Trilogy

### Ocenění pro novou generaci
- John Cameron Mitchell – Hedwig a Angry Rich

### Kariérní ocenění
- Ennio Morricone

### Zvláštní zmínka
- Joe Grant